# Georges Allaert
Georges Allaert is een Belgisch geograaf, ruimtelijke planner, doctor in de stedenbouw, ruimtelijke ordening en ontwikkeling en opiniemaker. Hij is emeritus-hoogleraar aan de Universiteit Gent.

## Academische loopbaan
Allaert behaalde in 1971 zijn licentiaat in de geografie aan de faculteit Wetenschappen van Universiteit Gent. Vervolgens behaalde hij in 1972 zijn licentiaat in de ruimtelijke planning en in 1973 zijn aggregaat. Aan diezelfde faculteit promoveerde hij ten slotte in 1979 met zijn doctoraat in de ruimtelijke ordening met het proefschrift De warmtekaart van België. Hij werd in 1982 uitgenodigd colleges en onderzoek te verrichten aan de Johns Hopkins-Universiteit in Baltimore (VS) op basis van een senior fellowship (een wetenschappelijke prijs). Daar legde hij de basis voor zijn wetenschappelijk onderzoek naar de interactie tussen mobiliteit en ruimtelijke ontwikkeling.
Na zijn doctoraat bleef Allaert werkzaam aan de Universiteit Gent als wetenschappelijk onderzoeker, waarna hij in 1990 werd aangesteld als hoogleraar in de ruimtelijke planning. In 2013 ging Allaert op emeritaat. Hij werd opgevolgd door de Nederlandse hoogleraar Luuk Boelens. Sedert 2013 wordt jaarlijks aan de Afdeling Mobiliteit en Ruimtelijke Planning van de Universiteit Gent de Georges Allaert-prijzen uitgereikt aan personen die via wetenschappelijk werk een maatschappelijke bijdrage hebben geleverd om vraagstukken inzake ruimtelijke ontwikkeling te koppelen aan mobiliteit. Hiervoor werd een stichting(de MORO-stichting) in het leven geroepen.

## Werkgebieden
Allaert hielp eind jaren zestig mee aan het uitvoeren en opstellen van de voorstudies en voorontwerpen voor de gewestplannen. Later werd deze focus verlegd naar de structuurplanning met het opstellen van ruimtelijke structuurplannen en ruimtelijke uitvoeringsplannen. Op die manier hielp hij in 1982 onder andere mee aan het structuurplan Gent en in 1997 aan het tot stand komen van het eerste Ruimtelijk Structuurplan Vlaanderen. Hij was ook betrokken bij de werkzaamheden van het Beleidsplan Ruimte Vlaanderen, als voorzitter van het expertenforum (2012-2014). Als emeritus verleent hij advies op aanvraag over ruimtelijke economie en - planning aan overheden, bedrijfsleven en middenveldorganisaties.

## Media
Allaert wordt regelmatig in duidingsprogramma's op radio en televisie gevraagd naar zijn opinie op ruimtelijke onderwerpen vanuit zijn expertise. Op die manier werd hij in 2008 bekend door zijn openlijk protest tegen de Lange Wapperbrug in Antwerpen.
- International Standard Name Identifier: 0000 0000 2837 7943
- Library of Congress Control Number: n00098720
- Nederlandse Thesaurus van Auteursnamen: 072393246
- Virtual International Authority File: 18460538
- WorldCat: E39PBJyrPGdh37hGhJdqMYRBT3